# Alexander Field
Alexander Field, född 6 juni 1892 i London, död 17 augusti 1971 i London, var en engelsk skådespelare.

## Filmografi (urval)
- 1931 - Dante's Mysteries